# Horokhiv (huyện)
Huyện Horokhiv (tiếng Ukraina: Горохівський район, chuyển tự: Horokhivs’kyi raion) là một huyện của tỉnh Volyn thuộc Ukraina. Huyện Horokhiv có diện tích 1122 kilômét vuông, dân số theo điều tra dân số ngày 5 tháng 12 năm 2001 là 57098 người với mật độ 51 người/km2. Trung tâm huyện nằm ở Horokhiv.